# Toleman TG184

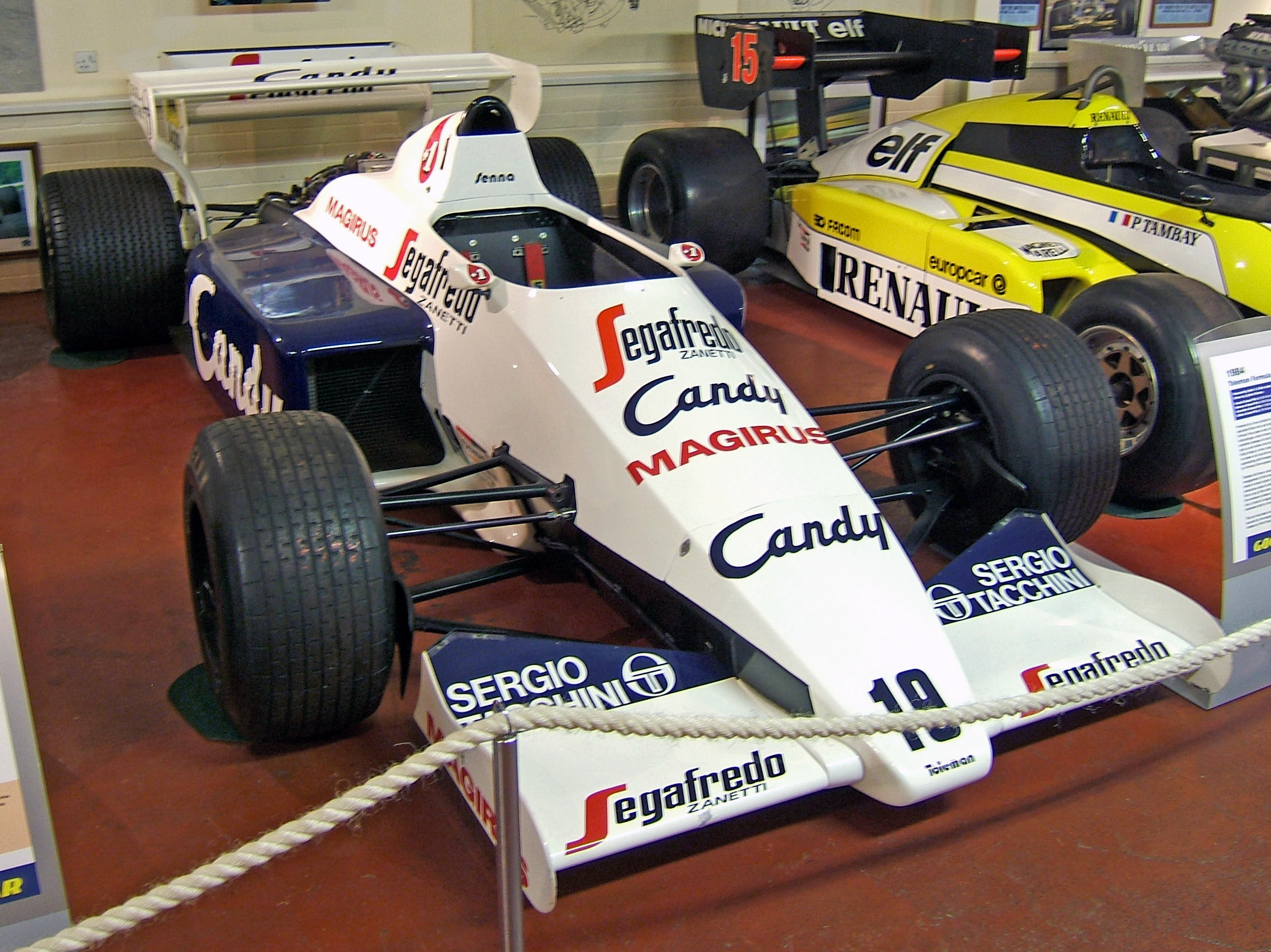
Ayrton Sennas Toleman Hart Turbo aus dem Jahr 1984

Der Toleman TG184 ist ein Formel-1-Rennwagen des Teams Toleman, der in der WM-Saison 1984 ab dem fünften Saisonrennen eingesetzt wurde.
Der von Rory Byrne und John Gentry entwickelte Wagen wurde von Ayrton Senna, Johnny Cecotto, Stefan Johansson und Pierluigi Martini gefahren. Der TG184 war in zwölf Rennen am Start und holte drei Podestplätze, darunter der zweite Platz von Senna beim Regenrennen in Monaco, in dem er in seinem erst sechsten Rennen den Führenden Alain Prost mit deutlich schnelleren Rundenzeiten unter Druck setzte, das Rennen jedoch abgebrochen wurde, als er noch sieben Sekunden Rückstand hatte. Das Team belegte in der Konstrukteursweltmeisterschaft den siebten Platz.
Angetrieben wurde der TG184 von einem Turbo-Motor von Hart mit der Typenbezeichnung 415T. Der 4-Zylinder-Reihenmotor hatte 1500 cm³ Hubraum. Das Monocoque bestand aus kohlenstofffaserverstärktem Kunststoff.

## Resultate Toleman TG184 Hart 1.5 L4 Turbo
| Fahrer               | Nr.                  | 1 | 2 | 3 | 4 | 5   | 6   | 7 | 8   | 9   | 10  | 11  | 12  | 13  | 14  | 15  | 16 | Punkte | Rang |
| -------------------- | -------------------- | - | - | - | - | --- | --- | - | --- | --- | --- | --- | --- | --- | --- | --- | -- | ------ | ---- |
| Formel-1-Saison 1984 | Formel-1-Saison 1984 |   |   |   |   |     |     |   |     |     |     |     |     |     |     |     |    | 14     | 7.   |
| A. Senna             | 19                   |   |   |   |   | DNF | 2   | 7 | DNF | DNF | 3   | DNF | DNF | DNF |     | DNF | 3  | 14     | 7.   |
| Stefan Johansson     | 19                   |   |   |   |   |     |     |   |     |     |     |     |     |     | 4   |     |    | 14     | 7.   |
| Johnny Cecotto       | 20                   |   |   |   |   | DNF | DNF | 9 | DNF | DNF | DNQ |     |     |     |     |     |    | 14     | 7.   |
| Pierluigi Martini    | 20                   |   |   |   |   |     |     |   |     |     |     |     |     |     | DNQ |     |    | 14     | 7.   |
| Stefan Johansson     | 20                   |   |   |   |   |     |     |   |     |     |     |     |     |     |     | DNF | 11 | 14     | 7.   |

| Legende  | Legende            | Legende                                                          |
| Farbe    | Abkürzung          | Bedeutung                                                        |
| -------- | ------------------ | ---------------------------------------------------------------- |
| Gold     | –                  | Sieg                                                             |
| Silber   | –                  | 2. Platz                                                         |
| Bronze   | –                  | 3. Platz                                                         |
| Grün     | –                  | Platzierung in den Punkten                                       |
| Blau     | –                  | Klassifiziert außerhalb der Punkteränge                          |
| Violett  | DNF                | Rennen nicht beendet (did not finish)                            |
| Violett  | NC                 | nicht klassifiziert (not classified)                             |
| Rot      | DNQ                | nicht qualifiziert (did not qualify)                             |
| Rot      | DNPQ               | in Vorqualifikation gescheitert (did not pre-qualify)            |
| Schwarz  | DSQ                | disqualifiziert (disqualified)                                   |
| Weiß     | DNS                | nicht am Start (did not start)                                   |
| Weiß     | WD                 | zurückgezogen (withdrawn)                                        |
| Hellblau | PO                 | nur am Training teilgenommen (practiced only)                    |
| Hellblau | TD                 | Freitags-Testfahrer (test driver)                                |
| ohne     | DNP                | nicht am Training teilgenommen (did not practice)                |
| ohne     | INJ                | verletzt oder krank (injured)                                    |
| ohne     | EX                 | ausgeschlossen (excluded)                                        |
| ohne     | DNA                | nicht erschienen (did not arrive)                                |
| ohne     | C                  | Rennen abgesagt (cancelled)                                      |
| ohne     | keine WM-Teilnahme |                                                                  |
| sonstige | P/fett             | Pole-Position                                                    |
| sonstige | 1/2/3/4/5/6/7/8    | Punktplatzierung im Sprint-/Qualifikationsrennen                 |
| sonstige | SR/kursiv          | Schnellste Rennrunde                                             |
| sonstige | *                  | nicht im Ziel, aufgrund der zurückgelegten Distanz aber gewertet |
| sonstige | ()                 | Streichresultate                                                 |
| sonstige | unterstrichen      | Führender in der Gesamtwertung                                   |